# Rüstəm İbrahimbəyov

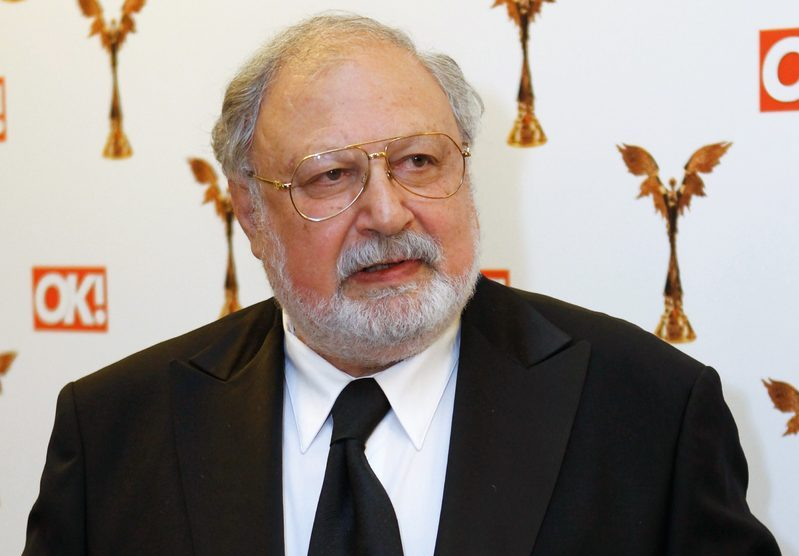
Rüstəm İbrahimbəyov (2013)

Rüstəm İbrahimbəyov (aserbaidschanisch Rüstəm Məmmədibrahim oğlu İbrahimbəyov; russisch Рустам Ибрагимбеков; * 5. Januar 1939 in Baku, AsSSR; † 10. März 2022) war ein aserbaidschanischer Schriftsteller, Drehbuchautor und Filmproduzent.

## Leben
Rüstəm Ibrahimbəyov studierte am Aserbaidschanischen Institut für Erdöl und Chemie und später an der WGIK in Moskau. Er war unter anderem Drehbuchautor von Weiße Sonne der Wüste (Beloje solnze pustyni, 1970), der ein Kultfilm in der ehemaligen UdSSR war, sowie anderer beliebter Spielfilme wie Bewahre mich, mein Talisman (Chrani menja, moi talisman, 1986) und Der Barbier von Sibirien (Sibirskij Zirjulnik, 1998).
Er schrieb auch das Drehbuch für den Film Die Sonne, die uns täuscht (Utomljonnye solnzem, 1994), der auf dem Filmfestival Cannes preisgekrönt wurde und 1995 auch einen Oscar als bester fremdsprachiger Film erhielt.
Rüstəm Ibrahimbəyov war Vorsitzender des Verbandes der Filmschaffenden, Sekretär der Russischen Union der Filmschaffenden und Mitglied der Europäischen Filmakademie.
Er starb am 10. März 2022 im Alter von 83 Jahren.

## Filmografie (Auswahl)
Drehbuch
- 1969: Erzählungen über einen Tschekisten (Powest o tschekiste)
- 1969: Weiße Sonne der Wüste (Beloje solnze pustyni)
- 1973: … und dann sagte ich nein (... I togda ja skasal - njet...)
- 1979: Zweimal Pfiffikus (S ljubowju popolam)
- 1982: Vor verschlossener Tür (Pered sakrytoi dwerju)
- 1985: Ich gefalle ihr (Ja jej nrawljus)
- 1986: Beschütze mich, mein Talisman (Chrani menja, moj talisman)
- 1991: Urga
- 1994: Die Sonne, die uns täuscht
- 1998: Der Barbier von Sibirien
- 1999: Est-Ouest – Eine Liebe in Russland (Est-Ouest)
- 2001: Das Herz der Bärin (Karu süda)
- 2005: Nomad – The Warrior (Nomad)

Produktion
- 2008: Alexander der Kreuzritter (Alexandr. Newskaja bitwa)